# Стекло
Стекло́ — вещество, один из самых древних материалов, обладающее разнообразием свойств, что делает его универсальным в практике человека. Стекло структурно аморфно и изотропно. Все виды стекол при формировании проходят процесс преобразования от вязкой жидкости до стеклообразного состояния. Скорость остывания при этом должна быть достаточно высокой, чтобы предотвратить кристаллизацию расплава, получаемого плавлением сырья (шихты). Температура варки стекол варьируется от +300 до +2500 °C и зависит от состава стеклообразующих расплавов, включающих оксиды, фториды, фосфаты и другие компоненты. Прозрачность в видимом спектре не является универсальным свойством всех видов природных и искусственных стекол.

## Термин
Название этого материала в разных языках имеет разную этимологию. Романские языки (итал. vetro, фр. verre, исп. vidrio, порт. vidro) продолжают латинское название (лат. vitrum). Исключением является румынский язык (рум. sticlă), который заимствовал название стекла из славянских. Латинское же vitrum происходит от пра-и.е. *k’woit- «светлый» (от него же и англ. white).
Германские языки унаследовали слово для стекла (англ. glass, нем. Glas, голландск., датск., шведск. glas) из прагерм. *glasan ~ glazan, происходящего от пра-и.е. *g’hel- «блестеть, сиять».
В славянских («стекло», бел. шкло, укр. скло; ст.‑слав. стькло, болг. стъкло, макед. стакло, сербохорв. стакло, словен. steklo; чеш. sklo, словац. sklo, пол.  — szkło) — по-видимому, заимствование из гот. stikls («кубок», «чаша», «рог», < прагерм. *stikkon — «втыкать, колоть», ср. англ. stick, с тем же значением).

### История термина
О слове русского языка у В. И. Даля сказано: «Стекло́ ср., сткло юж. зап. и црк., сплав песку (кремнистого) с поташом; хим. кремнекислый натр, иногда калий, свинцовая окись». Старославянское — стькле, сткляно — стеклянное [море] (Апокалипсис — Откр; Апок 15, 2); древнерусское (с XI века) — стькло (существительное среднего рода второго типа склонения — по Н. Д. Русинову); «стёка — псковское, тверское наречие».
Первоначально стеклом называли лишь всем известный и наиболее распространённый продукт стеклоделия, относимый с некоторых пор в научном обиходе к силикатным стёклам. Когда была установлена идентичность строения, состава и свойств стекла многим минералам, последние стали квалифицироваться как разновидности его природного аналога, именуясь в соответствии с условиями формирования: некристаллизовавшиеся производные быстро остывшей лавы — вулканическим стеклом (пемза, обсидианы, пехштейн, базальты и др.), образовавшиеся из земной горной породы в результате удара космического тела — метеоритным (молдавит); особый класс стеклообразных минералов представляют фульгуриты (кластофульгуриты), которые образуются из силикатных отложений (SiO2 — песка, кварца, кремнезёма — то есть тривиальных, наиболее распространённых сырьевых компонентов в рядовом стеклоделии), в результате удара мощного разряда молнии, встречаются преимущественно на вершинах скалистых гор в районах с повышенной грозовой активностью, имеют место и полупрозрачные образцы кластофульгуритов.
Основным поводом к созданию синтетического заменителя — органического стекла, стало отсутствие в пору его разработки (1930-е годы) материалов, пригодных для использования в авиации. Стеклом этот полимер — соответственно, принадлежащий к классу органических веществ, именуется только по внешнему сходству: прозрачное, иногда цветное вещество.
В настоящее время созданы такие заменители стекла, как прозрачное дерево. Этот материал легче стекла, к тому же имеет более высокую прочность и не бьётся при ударе.

## История стекла (технологии)
Долгое время первенство в открытии стеклоделия признавалось за Египтом, чему несомненным свидетельством считались глазурованные стеклом фаянсовые плитки внутренних облицовок пирамиды Джоссера (XXVII век до н. э.); к ещё более раннему периоду (первой династии фараонов) относятся находки фаянсовых украшений, то есть стекло существовало в Египте уже 5 тысяч лет назад. Археология Древней Месопотамии, в особенности — Древних Шумера и Аккада, склоняет исследователей к тому, что немногим менее древним образцом стеклоделия следует считать памятник, найденный в Месопотамии в районе Ашнунака — цилиндрическую печать из прозрачного стекла, датируемую периодом династии Аккада, то есть возраст её — около четырёх с половиной тысяч лет. Бусина зеленоватого цвета диаметром около 9 мм, хранящаяся в Берлинском музее, считается одним из древнейших образцов стеклоделия. Найдена она была египтологом Флиндерсом Питри около Фив, по некоторым представлениям ей пять с половиной тысяч лет. Н. Н. Качалов отмечает, что на территории Старовавилонского царства археологи регулярно находят сосудики для благовоний местного происхождения, выполненные в той же технике, что и египетские. Учёный утверждает — есть все основания считать, «что в Египте и в странах Передней Азии истоки стеклоделия… отделяются от наших дней промежутком приблизительно в шесть тысяч лет».
Существует также несколько легенд, с той или иной степенью правдоподобия толкующих возможные предпосылки того, как сложилась технология. Н. Н. Качалов воспроизводит одну из них, поведанную античным естествоиспытателем и историком Плинием Старшим (I век). Эта мифологическая версия гласит, что однажды финикийские купцы на песчаном берегу, за неимением камней, сложили очаг из перевозимой ими африканской соды — утром на месте кострища они обнаружили стеклянный слиток.
Изучающие историю происхождения этого материала когда-нибудь придут к единому мнению и относительно места — Египет, Финикия или Древняя Месопотамия, Африка или Восточное Средиземноморье и так далее, — и относительно времени — «около 6 тысяч лет назад», но характерную для феноменологии естествознания черту — «синхронность открытий», можно наблюдать по некоторым признакам и в данном случае, причём не имеет большого значения разница даже в сотни лет, в особенности, когда в реконструируемом способе варки стекла прослеживаются существенные различия.
Актуальность легенд, повествующих о зарождении стеклоделия, сводится не столько к историческим и этногеографическим аспектам, которые с точки зрения теории познания лишь косвенно важны, — сколько к происхождению технологии как таковой, словно отделившейся от «случайных» процессов гончарных ремёсел, и ставшей отправной точкой для создания материала с новыми свойствами — первым шагом к управлению ими, а в дальнейшем — к постижению строения. Существует несколько версий, одна из которых именно на этом примере делает попытку решить вопрос: что есть стекло? — Н. Н. Качалов предлагает:
...отмерять этот срок от появления поливной керамики или вообще каких-либо глазурованных силикатных изделий. Всякая глазурь, закреплённая на глиняном или вообще силикатном черепке, по составу представляет собой стекло, и наиболее правдоподобная версия открытия стекла как самостоятельного материала связывается с наблюдением человека над процессами керамической технологии. Однако глазурь на древнем фаянсе играет второстепенную роль в изделии и является материалом непрозрачным, то есть она лишена главного отличительного признака стекла, а потому может называться им лишь условно.
Немногим ранее мысль о «стеклообразном родстве» всех силикатных материалов высказывает И. Ф. Пономарёв, причём учёный подчёркивает важность понимания не столько генезиса стекла, сколько роль исследования его строения для изучения свойств других силикатных материалов; одновременно он указывает, что эти соображения имеют место ещё у М. В. Ломоносова:
Теория строения стекла имеет значение не только для понимания свойств изделий из чистого стекла, но и для всех силикатных изделий, которые в процессе производства находились при температуре выше +800 °C. Можно считать, что все силикатные материалы, рассматриваемые силикатной технологией, содержат стекло. Замечательны слова М. В. Ломоносова, написанные в «Письме о пользе стекла» (1752 год): «Имеет от стекла часть крепости фарфор». Не только фарфор, но и фаянс, керамические изделия, огнеупоры, цемент — все они содержат то или иное количество стекла. Поэтому значение изучения стекла чрезвычайно расширяется и выводы, делаемые в исследованиях, посвящённых строению стекла, важны для понимания свойств самых различных технических силикатных продуктов.
В изучении технологии египетского стекловарения определённых успехов добился английский исследователь А. Лукас. Его сведения дают следующее представление о развитии стекольного производства Египта «архаического» периода, который заканчивается IV тысячелетием до н. э.
Так называемый «египетский фаянс» (бусы, амулеты, подвески, небольшие пластинки для инкрустаций) представляет собой изделия, покрытые зеленовато-голубой глазурью. Отнесение их к тому, с чем ассоциируется в настоящее время «фаянс» нельзя считать правильным, поскольку отсутствует главный признак этой категории изделий — глиняный черепок. Известен египетский фаянс с «черепком» трёх родов: стеатит, мягкая кварцевая мука и цельный природный кварц. Существует мнение, что наиболее ранние образцы изготовлены из стеатита. Минерал этот по составу представляет собой силикат магния, он присутствует в природе в больших количествах. Изделия, вырезанные из куска стеатита, для получения глазури покрывались порошкообразной смесью из сырых материалов, входящих в её состав, и обжигались. Глазурь эта, по химическому составу представляющая собой силикат натрия с небольшой примесью кальция — не что иное как легкоплавкое стекло, окрашенное в голубые и зеленовато-голубые тона медью, иногда с изрядной примесью железа.
Египетские стеклоделы плавили стекло на открытых очагах в глиняных мисках. Спёкшиеся куски бросали раскалёнными в воду, где они растрескивались, и эти обломки, так называемые фритты, растирались в пыль жерновами и снова плавились.
Фриттование использовалось ещё долго после Средневековья, поэтому на старых гравюрах и при археологических раскопках мы всегда находим две печи — одну для предварительной плавки и другую для плавки фритт. Необходимая температура проплавления составляет +1450 °C, а рабочая температура от +1100 до +1200 °C. Средневековая плавильная печь («гуть» — по-чешски) представляла собой низкий, топящийся дровами свод, где в глиняных горшках плавилось стекло. Выложенная только из камней и глинозёма, долго она не выдерживала, но надолго не хватало и запаса дров. Поэтому, когда лес вокруг гуты вырубали, её переводили на новое место, где леса было ещё в достатке.
Ещё одной печью, обычно соединяемой с плавильной, была отжигательная печь — для закалки, где готовое изделие нагревалось почти до точки размягчения стекла, а затем — быстро охлаждалось, чтобы тем самым компенсировать напряжения в стекле (предотвратить кристаллизацию). В виде такой конструкции стеклоплавильная печь продержалась до конца XVII века, однако нехватка дров вынуждала некоторые гуты, особенно в Англии, уже в XVII веке переходить на уголь; а так как улетучивающийся из угля диоксид серы окрашивал стекло в жёлтый цвет, англичане начали плавить стекло в замкнутых, так называемых крытых горшках. Этим плавильный процесс затруднялся и замедлялся, так что приходилось подготавливать шихту не такой твёрдой, и тем не менее однако уже в конце XVIII века преобладающей делается топка углём.
Производство стекла на протяжении долгого времени сохраняло «ремесленный» характер, поскольку основным методом придания формы оставалось выдувание вручную. Например, оконное (листовое) стекло до начала XX века в основном производилось «методом цилиндров»: для получения листового стекла стеклодув вручную выдувал большой цилиндр, который затем разрезался и расправлялся. Только в начале XX века бельгийский инженер Эмиль Фурко разработал способ механического производства оконного стекла методом вытягивания.
Интересны сведения, имеющие отношение и к истории стекла и тому факту, что стекло, в общем смысле, за время своего существования, в отличие от многих других материалов, не претерпело практически никаких изменений (самые ранние образцы того, что стали называть стеклом, ничем не отличаются от известного всем — бутылочного; исключением, конечно, являются виды стёкол с заданными свойствами), однако в данном случае речь идёт о веществе и материале минерального происхождения, нашедшем применение в современной практике.

### Наука о стекле
Основу научного подхода к исследованию и варке стёкол положил Михаил Васильевич Ломоносов. Учёным были проведены первые технологически систематизированные варки более 4 тысяч стёкол. Лабораторная практика и методические принципы, которые он применял, мало чем отличаются от считающихся в настоящее время традиционными, классическими.

### Использование технологических свойств минеральных стёкол
Природное стекло, будучи одним из первых естественных материалов, который получил очень широкое применение в быту, и как орудие труда, и как часть разных видов оружия (ножи, наконечники стрел, копий и так далее), — для изготовления украшений и других предметов обихода, — и как различные элементы ритуалов, напр. — ацтекских и майяских; — благодаря своей структуре обладает и недоступным для многих других, традиционных по применению материалов, парадоксальными, казалось бы, свойствами, что использовано было теми же ацтеками, делавшими уникальные инструменты. Именно свойства стекла как аморфного вещества, с одной стороны, наделяющего его хрупкостью, в чём его недостаток и неприменимость для изготовления, например, инструментов, к которым предъявляются требования повышенной прочности (былой недостаток — сейчас он в ряде случаев, и рядом технологических методик преодолён), с другой стороны, это отсутствие кристаллической решётки дало ему и преимущество, которое является причиной того, что с первыми в истории медицинскими, хирургическими инструментами по их остроте, возможностям заточки, до сих пор не может сравниться ни один металлический скальпель. Рабочую часть последнего (фаску) можно заточить до определённого предела — в дальнейшем от «пилы» практически невозможно избавиться, в то время как этого порога, например, в обсидиановых скальпелях нет — отсутствие кристаллической решётки позволяет их затачивать до молекулярного уровня, что даёт неоспоримое преимущество в микрохирургии, к тому же они не подвержены коррозии. Настоящий пример, хоть и имеющий отношение к стеклообразным минералам, очень показателен для понимания такого структурного свойства стекла как аморфность. Но сейчас эти свойства используются и при создании прецизионных инструментов из искусственного стекла. 

## Строение стёкол
Термин «строение стекла» подразумевает описание двух тесно связанных, но рассматриваемых зачастую независимо аспектов — геометрии взаимного расположения атомов и ионов, составляющих стекло, и характера химических связей между образующими его частицами. Как уже было отмечено, структура стекла соответствует структуре жидкости в интервале стеклования. Этим определяется то, что вопросы строения стеклообразующих расплавов и стёкол самым тесным образом связаны друг с другом. Любое достижение в исследовании строения жидкостей и расплавов создаёт дополнительные возможности развития учения о строении стекла и наоборот.
Развитие представления о строении стекла проходит через гипотезы, объясняющие эксперименты, — к теориям, оформляющимся математически, и предполагающим количественную проверку в эксперименте. Таким образом понимание строения стеклообразных веществ (и частично — жидких) обусловлено совершенством методов исследования и математического аппарата, техническими возможностями. Выводы же позволяют в дальнейшем, совершенствуя методологию, развивать теорию строения стекла и подобных ему аморфных веществ.

### Методы исследования
Строго говоря, экспериментальные методы исследования строения стёкол насчитывают менее ста лет, поскольку к таковым во всей полноте представления о структуре стекла можно отнести только методику рентгенографического анализа, действительно, дающую реальную картину строения вещества. В числе первых, кто начал использовать рассеяние рентгеновского излучения для анализа строения стёкол, были ученики академика А. А. Лебедева, который ещё в 1921 году выдвинул так называемую «кристаллитную» гипотезу строения стекла, а в начале 1930-х годов с целью исследования названным методом — первым же в СССР организовал в своей лаборатории группу — во главе с Е. А. Порай-Кошицем и Н. Н. Валенковым.
Однако первостепенную роль не только в теоретическом аспекте вопроса, оценке термодинамических характеристик, но и в реализации эксперимента, в понимании методики его постановки, в оценке и согласовании с теорией его результатов, играют так называемые модельные методы. К ним относятся метод ЭДС, электродный, масс-спектрометрический метод и метод ядерного магнитного резонанса. И если первый имел применение уже на начальных этапах развития электрохимии, второй обязан своим происхождением стеклянному электроду, который нашёл полноценное применение одновременно и в качестве объекта исследования (материал стеклянного электрода), и в качестве прибора, дающего информацию не только о протекании процессов в веществе, из которого он состоит, но и косвенную — о его строении. Электродный метод был предложен в начале 1950-х годов М. М. Шульцем. В числе первых, кто начал исследовать стекло методом ЯМР был американский физик Ф. Брэй. Сейчас арсенал модельных методов пополнился благодаря использованию конфокальной оптической микроскопии, позволяющей наблюдать расположение микрометровых коллоидных частиц объёмно. Атомы, образующие стекло, в опыте имитируются частицами коллоидного геля, взвешенными в полимерной матрице. Об экспериментах под руководством П. Рояла сказано в следующем разделе.

### Классические гипотезы
Изучение структуры монокристаллических веществ даже в настоящее время требует совершенствования экспериментальных методов и теории рассеяния. Теория М. Лауэ, закон Брэгга-Вульфа и рентгеноструктурный анализ идеальных кристаллов преобразовали законы кристаллографии Е. С. Фёдорова в законы, опирающиеся на понимание структуры и точных координат атомов базиса монокристалла: кинематическая — для идеального несовершенного (мозаичного) кристалла, и динамическая — для монокристалла — предоставляют значения интегральной рассеивающей способности, которые в этих случаях не пребывают в соответствии с экспериментальным значениям для реальных, значительно более сложных кристаллов. И для материаловедения наиважнейшими являются как раз эти отклонения от идеальной структуры, изучаемые через дополнительное рассеяние рентгеновских лучей, не подразумеваемое ни кинематической, ни динамической теориями рассеяния идеальных кристаллов.
Дополнительные сложности возникают при исследовании структур жидких и стеклообразных веществ, не предполагающих применения даже подобия методов кристаллографии, кристаллохимии и физики твёрдого тела — наук изучающих твёрдые кристаллические тела.
Вышеизложенные предпосылки стали основой для возникновения почти полутора десятков гипотез строения стекла, значительная часть их, опирающаяся лишь на сравнительно узкий круг свойств и закономерностей, не подвергнутых гносеологическому анализу степени достоверности, лишена первичной базы для формирования теории, тем не менее с эффектными названиями регулярно декларируется. Уже были кристаллиты, беспорядочная сетка, полимерное строение, полимерно-кристаллитное строение, ионная модель, паракристаллы, структоны, витроиды, стеклоны, микрогетерогенность, субмикронеоднородность, химически неоднородное строение, мицеллярная структура, и другие названия, возникновение которых продиктовано потребностью истолкования результатов одного, в лучшем случае — нескольких частных экспериментов. Оптимисты требуют строгой общей теории стеклообразного состояния, пессимисты вообще исключают возможность её создания.
В отличие от кристаллических твёрдых тел (все атомы упакованы в кристаллическую решётку), в стеклообразном состоянии такой дальний порядок расположения атомов отсутствует. Стекло нельзя назвать и сверхвязкой жидкостью, обладающей лишь ближним порядком — взаимным упорядочением только соседних молекул и атомов. Для стёкол характерно наличие так называемого среднего порядка расположения атомов — на расстояниях, лишь немногим превышающих межатомные.
Именно решению вопроса о среднем порядке, о возможной структурной упорядоченности такого рода, посвящены опыты, проводимые под руководством П. Рояла, которые должны подтвердить гипотезу Ч. Фрэнка полувековой давности, в соответствии с которой запирание атомов в структуре стекла происходит в процессе взаимопроникновения икосаэдрических группировок — 20-гранных стереометрических фигур с пятикратной симметрией. Предварительные результаты опытов с очень упрощённой моделью стекла позволяют предположить справедливость этой гипотезы.

### Термодинамические характеристики стеклообразующих расплавов и стёкол
Образование первичного звена («центра») кристаллизации в расплаве приводит к появлению поверхности раздела кристаллической и жидкой фаз, что влечёт рост свободной энергии системы, которая при температурах ниже температуры ликвидуса, то есть отвечающих жидкому состоянию, термодинамически менее устойчивому, чем кристаллическое, иначе — метастабильному, — энергии, меньшей, чем свободная энергия жидкости той же массы. При уменьшении размеров тела отношение его поверхности к объёму увеличивается — меньший радиус центра кристаллизации отвечает росту свободной энергии, связанной с появлением раздела фаз. Для любой жидкости в метастабильном состоянии при каждой заданной температуре характерен критический радиус центра кристаллизации, менее которого свободная энергия некоторого объёма вещества, включающего этот центр, выше свободной энергии объёма вещества той же массы, но без центра. При радиусе, равном критическому, эти энергии равны, а при радиусе, превышающем критический, дальнейший рост термодинамически закономерен. Противоречия термодинамике, справедливой для макрообъектов, снимает наличие следующего явления: постоянные флуктуации энергии в микрообъектах (относительно небольших по числу атомов), сказываются их внутренними энергетическими колебаниями некоторой средней величины. При снижении температуры число «докритических» центров увеличивается, что сопровождается ростом их среднего радиуса. Помимо термодинамического — на скорость образования центров влияет кинетический фактор: свобода перемещения частиц относительно друг друга обуславливает скорость образования и рост кристаллов.

## Свойства стекла
Стекло — неорганическое изотропное вещество, материал, известный и используемый с древнейших времён. Существует и в природной форме, в виде минералов (обсидиан — вулканическое стекло), но в практике — чаще всего, как продукт стеклоделия — одной из древнейших технологий в материальной культуре. Структурно — аморфное вещество, агрегатно относящееся к разряду — твёрдое тело/жидкость. В практике присутствует огромное количество модификаций, подразумевающих массу разнообразных утилитарных возможностей, определяющихся составом, структурой, химическими и физическими свойствами.
Независимо от их химического состава и температурной области затвердевания, стекло обладает физико-механическими свойствами твёрдого тела и сверхвязкой жидкости, сохраняя способность обратимого перехода из жидкого состояния в стеклообразное (данное определение позволяет наблюдать, что фигурально к стёклам, в расширительном значении, относят все вещества по аналогии процесса образования и ряда формальных свойств, так называемого стеклообразного состояния — на этом она исчерпывается, поскольку материал, как известно, прежде всего характеризуется своими практическими качествами, которые и определяют более строгую детерминацию стёкол как таковых в материаловедении). Однако вязкость стекла при комнатной температуре настолько велика, что не имеет никакого практического значения — текучесть стекла не проявляется сколь-нибудь заметным образом на периодах времени в десятки и сотни лет.
В настоящее время разработаны материалы чрезвычайно широкого, поистине — универсального диапазона применения, чему служат и присущие изначально (например, прозрачность, отражательная способность, стойкость к агрессивным средам, красота и многие другие) и не свойственные ранее стеклу — синтезированные его качества (например — жаростойкость, прочность, биоактивность, управляемая электропроводность и т. д.). Различные виды стёкол используются во всех сферах человеческой деятельности: от строительства, изобразительного искусства, оптики, медицины — до измерительной техники, высоких технологий и космонавтики, авиации и военной техники. Изучается физической химией и другими смежными и самостоятельными дисциплинами.
В твёрдом состоянии силикатные стёкла весьма устойчивы к обычным реагентам (за исключением плавиковой кислоты, расплавов или горячих концентрированных растворов щелочей и расплавов некоторых металлов), и к действию атмосферных факторов. На этом свойстве основано их широчайшее применение: для изготовления предметов быта, оконных стёкол, стёкол для транспорта, стеклоблоков и многих других строительных материалов, предметов медицинского, лабораторного, научно-исследовательского назначения, и во многих других областях.
Для специальных целей выпускают химически-стойкое стекло, а также стекло, стойкое к тем или иным видам агрессивных воздействий.

### Физические свойства стекла
- Плотность стекла зависит от его химического состава. Считается, что минимальную плотность среди силикатных стёкол имеет чистое кварцевое стекло (плавленый кварц) — 2200 кг/м³ (хотя некоторые боросиликатные стёкла являются менее плотными). Напротив, плотность стёкол (хрусталь, свинцовое стекло и др.), содержащих оксиды тяжёлых элементов — свинца, висмута, тантала, бария — достигает 7500 кг/м³. Плотность обычных натрий-кальций-силикатных стёкол, в том числе оконных, колеблется в пределах 2500—2600 кг/м³. При повышении температуры с комнатной до 1300 °C плотность большинства стёкол уменьшается на 6—12 %, то есть в среднем на каждые 100 °C плотность уменьшается на 15 кг/м³.
- Модуль Юнга (модуль упругости) стёкол также зависит от их химического состава и может изменяться от {\displaystyle 50\cdot 10^{3}} до {\displaystyle 60\cdot 10^{3}} МПа. Для увеличения упругости оксид кремния частично замещают оксидами кальция, алюминия, магния, бора. Оксиды металлов повышают модуль упругости, так как прочность связей МеO значительно выше прочности связи SiО. Модуль сдвига 20 000—30 000 МПа, коэффициент Пуассона 0,25.
- Прочность: У обычных стёкол предел прочности на сжатие составляет от 500 до 2000 МПа (у оконного стекла около 1000 МПа). Предел прочности на растяжение у стекла значительно меньше, именно поэтому предел прочности стекла при изгибе измеряют пределом прочности при растяжении. Данная прочность колеблется в пределах от 35 до 100 МПа. Путём закаливания стекла удаётся повысить его прочность в 3—4 раза. Другим способом повышения прочности является ионообменная диффузия. Также значительно повышает прочность стёкол обработка их поверхности химическими реагентами с целью удаления дефектов поверхности (мельчайших трещин, царапин и так далее).
- Твёрдость стекла, как и многие другие свойства, зависит от примесей. По шкале Мооса она составляет 6—7 единиц, что находится между твёрдостью апатита и кварца. Наиболее твёрдыми являются кварцевое и малощелочное боросиликатное стёкла. С увеличением содержания щелочных оксидов твёрдость стекла снижается. Наиболее мягкое — свинцовое стекло.
- Хрупкость. В области относительно низких температур (ниже температуры плавления) стекло разрушается от механического воздействия без заметной пластической деформации и, таким образом, относится к идеально хрупким материалам (наряду с алмазом и кварцем). Данное свойство может быть отражено удельной ударной вязкостью. Как и в предыдущих случаях, изменение химического состава позволяет регулировать и это свойство: например, введение брома повышает прочность на удар почти вдвое. Для силикатных стёкол ударная вязкость составляет от 1,5 до 2 кН/м, что в 100 раз уступает железу.
- Теплопроводность стекла весьма незначительна и равна 0,017—0,032 кал/(см·с·град) или от 0,711 до 1,339 Вт/(м·К). У оконных стёкол это число равно 0,0023 кал/(см·с·град) (0,96 Вт/(м·К)).
- Температура стеклования. Стекло — термопластичный материал, при нагреве оно постепенно размягчается и переходит в жидкость. Переход в жидкость происходит в некотором температурном интервале, величина которого зависит от химического состава стекла. Ниже температуры стеклования Тс стекло приобретает хрупкость. Для обычного силикатного стекла Тс = 425—600 °C. Выше Тс стекло становится жидкостью. При этих температурах стекломасса перерабатывается в изделия.

### Стеклообразное состояние
Стёкла образуются в результате переохлаждения расплавов со скоростью, достаточной для предотвращения кристаллизации. Благодаря этому стёкла обычно длительное время сохраняют аморфное состояние. Неорганические расплавы, способные образовать стеклофазу, переходят в стеклообразное состояние при температурах ниже температуры стеклования Tс (при температурах свыше Tс аморфные вещества ведут себя как расплавы, то есть находятся в расплавленном состоянии).
Стекло может быть получено путём охлаждения расплавов без кристаллизации. Практически любое вещество из расплавленного состояния может быть переведено в стеклообразное состояние. Некоторые расплавы (как то — отдельных стеклообразующих веществ) не требуют для этого быстрого охлаждения. Однако некоторые вещества (такие как металлосодержащие расплавы) требуют очень быстрого охлаждения, чтобы избежать кристаллизации. Так, для получения металлических стёкол необходимы скорости охлаждения 105—106 К/с. Стекло может быть получено также путём аморфизации кристаллических веществ, например бомбардировкой пучком ионов, или при осаждении паров на охлаждаемые подложки.
Тогда как значение свойства жидкости (и стабильной, и метастабильной) обусловлено лишь её составом, температурой и давлением, значение свойства неравновесной жидкости или стеклообразного вещества зависит ещё и от структурного состояния. В данном случае заманчиво описывать структуру произвольной жидкости единым параметром. Вследствие того весьма широкое применение у специалистов в области стекла получил предложенный А. Тулом способ описания структурного состояния стеклообразного вещества посредством характеристики так называемой структурной температуры Tf (fictive temperature), то есть такой, при которой исследуемое стекло с заданной структурой находится в равновесном состоянии. Впоследствии выявилась практическая невозможность описания стеклообразного состояния одной величиной структурной температуры и необходимость применения целого спектра таких температур. В настоящее время наряду с релаксационной трактовкой стеклование аморфных веществ объясняется формированием при охлаждении достаточного количества межатомных связей, придающего веществу твердотельные свойства, причём выявлено не только изменение Хаусдорфовой размерности системы связей от фрактальной к трёхмерной, но также формирование фрактальных структур при стекловании.
Вязкость аморфных веществ — непрерывная функция температуры: чем выше температура, тем ниже вязкость аморфного вещества. Обычно расплавы стеклообразующих веществ имеют высокую вязкость по сравнению с расплавами нестеклообразующих веществ.
Стёкла, в частности благодаря полимерному строению обладают способностью к гетерогенности. Полимерность стёкол в стеклообразном состоянии придаёт им индивидуальные качества, определяющие, в зависимости от характера этих структурных образований, степень прозрачности и других свойств стёкол. Присутствие в составе стекла соединений того или иного химического элемента, оксида металла, может влиять на его окраску, степень электропроводности, и другие физические и химические свойства.

## Производство стекла
Производство листового стекла включает четыре стадии:
- Плавка смеси кварцевого песка с содой и известью. При этом получается «жидкое стекло», в которое могут добавлять и другие компоненты (например, оксиды магния или алюминия), чтобы сделать материал более крепким и изменить его цвет. Необходимо постоянно перемешивать эту смесь, чтобы из нее пропали все пузырьки воздуха.
- Формование — «жидкое стекло» выливают в ванну с расплавленным оловом.
- Охлаждение — стекло остывает и затвердевает при обдуве холодным воздухом, затем его разрезают на листы нужного размера.
- Покрытие — на листы стекла наносят разнообразные покрытия, чтобы, например, улучшить защиту от солнечных лучей или добиться антибликового эффекта[34].

Наиболее крупными производителями листового стекла в мире являются компании Asahi Glass, Nippon Sheet Glass, Guardian Industries и Saint-Gobain.
Для изготовления изделий из стекла применяют различные способы формования: выдувание, прессование, прессо-выдувание. Способом ручного и механизированного выдувания получают полые изделия различной конфигурации (бутылки, банки, стаканы, рюмки и т. д.).

### Стеклообразующие вещества
К стеклообразующим веществам относятся:
 Оксиды:
- SiO2;
- B2O3;
- P2O5;
- TeO2;
- GeO2.

Фториды:
- AlF3.

### Основные группы стекла по химическому составу
В зависимости от основного используемого стеклообразующего вещества, стёкла бывают оксидными (силикатные, кварцевое, германатные, фосфатные, боратные), фторидными, сульфидными и так далее.

#### Виды силикатных стёкол
Базовый метод получения силикатного стекла заключается в плавлении смеси кварцевого песка (SiO2), соды (Na2CO3) и карбоната кальция (CaCO3). В результате получается соединение состава Na2O·CaO·6SiO2.
В качестве главной составной части в стекле содержится 70—75 % диоксида кремния (SiO2), получаемой из кварцевого песка при условии соответствующей грануляции и свободы от всяких загрязнений. Венецианцы для этого применяли чистый песок из реки По или даже завозили его из Истрии, тогда как богемские стеклоделы получали песок из чистого кварца.
Второй компонент — оксид кальция (CaO) — делает стекло химически стойким и усиливает его блеск. На стекло он идёт в виде извести. Древние египтяне получали оксид кальция из щебня морских раковин, а в Средние века он приготавливался из золы деревьев или морских водорослей, так как известняк в качестве сырья для приготовления стекла был ещё не известен. Первым подмешивать к стеклянной массе мел стали богемские стеклоделы в XVII веке.
Следующей составной частью стекла являются оксиды щелочных металлов — натрия (Na2O) или калия (K2O), нужные для плавки и выделки стекла. Их доля составляет примерно 16—17 %. На стекло они идут в виде соды (Na2CO3) или поташа (K2CO3), которые при высокой температуре разлагаются на оксиды. Соду сначала получали выщелачиванием золы морских водорослей, а в местности, удалённой от моря, применяли содержащий калий поташ, получая его выщелачиванием золы буковых или хвойных деревьев.
Различаются три главных вида стекла:
- Содово-известковое стекло (1Na2O : 1CaO : 6SiO2);
- Калийно-известковое стекло (1K2O : 1CaO : 6SiO2);
- Калийно-свинцовое стекло (1K2O : 1PbO : 6SiO2).

##### Натриево-кальциевое стекло
«Содовое стекло» («кронглас», «крон») можно с лёгкостью плавить, оно мягкое и потому легко поддаётся обработке, а кроме того, чистое и светлое.

##### Калиево-кальциевое стекло
«Поташное стекло», в отличие от натриевого, более тугоплавкое, твёрдое и не такое пластичное и способное к формовке, но обладает сильным блеском. Оттого что раньше его получали непосредственно из золы, в которой много железа, стекло было зеленоватого цвета, и в XVI веке для его обесцвечивания начали применять перекись марганца. А так как именно лес давал сырьё для изготовления этого стекла, его называли ещё лесным стеклом. На килограмм поташа шла тонна древесины.

##### Свинцовое стекло
Свинцовое стекло (хрусталь, «флинтглас», «флинт») получается заменой окиси кальция окисью свинца. Оно довольно мягкое и плавкое, но весьма тяжёлое, отличается сильным блеском и высоким показателем преломления, разлагая световые лучи на все цвета радуги и вызывая игру света.

##### Боросиликатное стекло
Включение оксида бора вместо щелочных составляющих шихты придаёт этому стеклу свойства тугоплавкости, стойкости к резким температурным скачкам и агрессивным средам. Изменение состава и ряд технологических особенностей, в свою очередь, сказывается на себестоимости — оно дороже обычного силикатного. Используется для изготовления лабораторной посуды.

#### Кварцевое стекло
Чисто кварцевое стекло получают плавлением кремнезёмистого сырья высокой чистоты (обычно кварцит, горный хрусталь), его химическая формула — SiO2. Особенности кварцевого стекла — прозрачность для ультрафиолетовых лучей, тугоплавкость и близкий к нулю коэффициент температурного расширения. По последней причине оно устойчиво к перепадам температуры и неравномерному нагреву. Одна из основных современных областей использования — баллоны галогенных ламп, работающие при высоких температурах, и колбы ультрафиолетовых газоразрядных ламп. Также его иногда используют в качестве материала для деталей точной механики, размеры которых не должны меняться при изменении температуры. Примером служит использование кварцевого стекла в точных маятниковых часах. Кварцевое стекло может быть также природного происхождения (см. выше — кластофульгуриты), образующееся при попадании молнии в залежи кварцевого песка (этот факт лежит в основе одной из исторических версий происхождения технологии).

### Состав некоторых промышленных стёкол
| Химический состав   | Химический состав | Химический состав | Химический состав | Химический состав | Химический состав | Химический состав | Химический состав | Химический состав | Химический состав | Химический состав | Химический состав |
| ------------------- | ----------------- | ----------------- | ----------------- | ----------------- | ----------------- | ----------------- | ----------------- | ----------------- | ----------------- | ----------------- | ----------------- |
| Стекло              | SiO2              | B2О3              | Al2O3             | MgO               | CaO               | BaO               | PbO               | Na2O              | K2O               | Fe2O3             | SO3               |
| Оконное             | 71,8              | —                 | 2                 | 4,1               | 6,7               | —                 | —                 | 14,8              | —                 | 0,1               | 0,5               |
| Тарное              | 71,5              | —                 | 3,3               | 3,2               | 5,2               | —                 | —                 | 16                | —                 | 0,6               | 0,2               |
| Посудное            | 74                | —                 | 0,5               | —                 | 7,45              | —                 | —                 | 16                | 2                 | 0,05              | —                 |
| Хрусталь            | 56,5              | —                 | 0,48              | —                 | 1                 | —                 | 27                | 6                 | 10                | 0,02              | —                 |
| Химико-лабораторное | 68,4              | 2,7               | 3,9               | —                 | 8,5               | —                 | —                 | 9,4               | 7,1               | —                 | —                 |
| Оптическое          | 41,4              | —                 | —                 | —                 | —                 | —                 | 53,2              | —                 | 5,4               | —                 | —                 |
| Кварцоидное         | 96                | 3,5               | —                 | —                 | —                 | —                 | —                 | 0,5               | —                 | —                 | —                 |
| Электроколбочное    | 71,9              | —                 | —                 | 3,5               | 5,5               | 2                 | —                 | 16,1              | 1                 | —                 | —                 |
| Электровакуумное    | 66,9              | 20,3              | 3,5               | —                 | —                 | —                 | —                 | 3,9               | 5,4               | —                 | —                 |
| Медицинское         | 73                | 4                 | 4,5               | 1                 | 7                 | —                 | —                 | 8,5               | 2                 | —                 | —                 |
| Жаростойкое         | 57,6              | —                 | 25                | 8                 | 7,4               | —                 | —                 | —                 | 2                 | —                 | —                 |
| Термостойкое        | 80,5              | 12                | 2                 | —                 | 0,5               | —                 | —                 | 4                 | 1                 | —                 | —                 |
| Термометрическое    | 57,1              | 10,1              | 20,6              | 4,6               | 7,6               | —                 | —                 | —                 | —                 | —                 | —                 |
| Защитное            | 12                | —                 | —                 | —                 | —                 | —                 | 86                | —                 | 2                 | —                 | —                 |
| Радиационно-стойкое | 48,2              | 4                 | 0,65              | —                 | 0,15              | 29,5              | —                 | 1                 | 7,5               | —                 | —                 |
| Стеклянное волокно  | 71                | —                 | 3                 | 3                 | 8                 | —                 | —                 | 15                | —                 | —                 | —                 |

### Осветлённое стекло
Улучшение процессов удаления и нейтрализации окрашивающих примесей при изготовлении архитектурных и интерьерных листовых стёкол позволило производителям заявить о выпуске «осветлённого» стекла различных торговых марок, характеризующегося улучшенной передачей цвета объектов, находящихся за стеклом, и бо́льшим светопропусканием. В переводных описаниях фирменных стёкол встречается термин «просветлённое», однако никакого оптического просветления эти стёкла не имеют, являясь просто обесцвеченными в массе.

### Красители, глушители
В производстве стекла большое значение имеют красители, которые не только влияют на цвет готовой продукции, но и меняют, ускоряют ход физико-химических реакций при варке стекломассы. Глушителями называют добавки, увеличивающие рассеивание света в стекле, от лёгкой опаловости до полной молочной непрозрачности.
С древних времён стёкла окрашивали, добавляя в расплав соединения металлов, чаще всего оксиды. Например, в современном производстве для получения жёлтого стекла используют CrO3, голубого — CuO, зелёного — FeO, Fe2O3, оливково-коричневого — V2O3, V2O5, фиолетового и сиреневого — NiO и Mn2O3. Окраска стекла зависит не только от вида оксида, но и от его количества. Например оксид кобальта (II) в малых количествах даёт голубое стекло, а в больших — фиолетово-синее. Оксид меди (II) в натриево-кальциевом стекле даёт голубой цвет, а в калиево-цинковом — зелёный.

### Внутренние напряжения в стеклянных изделиях
При остывании изделия или заготовки из стекла неравномерное охлаждение, сложная форма, неоднородности расплава приводят к образованию внутренних механических напряжений в массе материала. Если остывающая слишком быстро заготовка не лопнет сама — дальнейшая механическая обработка, случайный несильный удар, перепад температуры могут разрушить такое стекло, даже если воздействие кажется незначительным. Из-за перераспределения напряжений в аморфной массе стекла с течением времени изделие может треснуть и вообще без видимых причин. Для снятия внутренних напряжений применяют длительный отжиг стекла при температуре, при которой ещё можно пренебречь изменением формы изделия, но стекло уже обретает достаточную текучесть. Массивные литые изделия охлаждают очень медленно, например, заготовки зеркал уникальных телескопов — по нескольку месяцев. Наличие напряжений в стекле можно проконтролировать при помощи полярископа: напряжённые участки стекла по-разному вращают плоскость поляризации проходящего света, и прибор наглядно демонстрирует внутреннее состояние материала. В то же время стекло в ряде случаев поддаётся закалке, создающей контролируемое напряжение сжатия в поверхностных слоях.

### Улучшение механических свойств стекла
Теоретическая прочность (разрывная) идеального стекла, по разным оценкам, в 20—30 раз больше прочности конструкционных сталей. Основной же недостаток реальных стёкол — хрупкость — обусловлена наличием поверхностных и внутренних микродефектов, становящихся центрами, с которых начинается разрушение стеклянной детали. Увеличить прочность можно либо сглаживая эти дефекты, либо заставляя поверхность стекла работать только на сжатие при любых реальных нагрузках на деталь.
Сглаживание поверхностных дефектов достигается полировкой — механической, химической или огневой (оплавление поверхности). Например, химическая полировка травлением в плавиковой кислоте может увеличить прочность стекла с десятков-сотен до 5000МПа. Последнее значение близко к естественному пределу, обусловленному реально достижимой однородностью внутренней структуры. Однако тонко отполированное стекло должно быть немедленно и надёжно защищено от новых микроповреждений, наносимых в результате обычного обращения (прикосновения в пыльной атмосфере и т. д.). Без этого прочность стекла быстро снижается до уровня, близкого к исходному.
Суть второго способа состоит в создании в поверхностных слоях стекла предварительного напряжения сжатия, компенсирующего растяжение внутренних слоёв в работающей детали. Это достигается закалкой, нанесением стеклоэмалевых покрытий, изменением химической структуры поверхности. Закалка, то есть быстрое охлаждение, аморфного материала, каким является стекло, приводит к тому, что затвердевшие и остывшие поверхностные слои продолжают сжиматься остывающими и твердеющими внутренними, как бы «замораживается» разница линейных размеров между внешними холодными и внутренними горячими слоями и обусловленные ею деформации и напряжения. Горячая эмалировка создаёт на поверхности слой стекла эквивалентной прочности с предварительно подобранным меньшим температурным коэффициентом линейного расширения, и даже при сравнительно медленном остывании детали до нормальной эксплуатационной температуры этот слой оказывается сжатым. Химическая модификация поверхности — это либо удаление щелочных ионов из кремнезёмной структуры в горячем состоянии, что уменьшает ТКЛР поверхности (приближая к кварцевому стеклу), либо обмен ионов натрия на более крупные (калия и т. д.) при небольшой температуре, вызывающий «распухание» поверхностного слоя (пример — известное «Gorilla Glass» для дисплеев смартфонов).
Закалённое стекло при ударе (автомобильная авария, разбитая дверь или архитектурная панель) разрушается на мелкие тупоугольные осколки, напоминающие крупу и не наносящие серьёзных травм. Отсюда произошёл англоязычный термин «safety glass» («безопасное стекло»). В России для такого стекла встречается название «сталинит», обусловленное временем внедрения его в широкую практику автомобилестроения и военного производства.
Способом усиления и защиты готовых стеклянных конструкций (окна домов и автомобилей, экраны телефонов и планшетов) является наклейка на них различных полимерных плёнок толщиной порядка 0,1—2,0 мм. Защитные плёнки достаточно тверды, чтобы противостоять царапинам, и достаточно эластичны и вязки, чтобы не растрескиваться при ударном разрушении стекла. Прочность толстых «бронирующих» плёнок для окон и витрин при надлежащем креплении их к раме позволяет некоторое время противостоять выбиванию окна металлическим инструментом. Созданы даже плёнки, придающие стеклу пулестойкость.
Армирование (строительные стёкла типа «морозко»), вопреки распространённому мнению, ослабляет стекло, делает его более хрупким по сравнению с таким же монолитным стеклом. Армирующая проволока в архитектурных панелях служит для удержания крупных осколков незакалённого стекла и попутно для декоративных целей.

### Резка, механическая обработка
Резка стекла — раскалывание его по нанесённой риске, служащей концентратором напряжений и определяющей направление раскола. Напряжение можно создать как традиционным изгибом, так и локальным нагревом пламенем или электрической спиралью. Линия реза не обязательно должна быть прямой — точечный нагрев позволяет вести трещину по достаточно крутым кривым. Наносимая риска должна быть достаточно глубокой, но при этом иметь ровные чистые края без сколов; рекомендуется предварительно смазывать стекло маслом или керосином. Риска должна быть свежей — из-за естественной аморфной текучести стекла нанесённая черта «заплывает», и через несколько минут разломить стекло будет уже труднее. В качестве резца раньше использовался алмаз, теперь же — почти исключительно твёрдые сплавы. Резцы из твёрдых сплавов позволяют производить сверление и даже токарную обработку стекла, но основным способом механической обработки являются различные виды шлифовки, от простой формовки краёв интерьерного стекла и гравировки на столовой посуде до изготовления лабораторных шлифов и прецизионных фасонных деталей. Из специфических абразивов можно отметить применявшийся ранее «крокус» (оксид железа(III)) и вытеснивший его «полирит» (диоксид церия) для обработки автомобильных стёкол, а также общеизвестную «пасту ГОИ» (Государственного оптического института) на основе оксида хрома(III).
Стекло, подвергнутое закалке, не может быть обработано в дальнейшем для получения точных деталей. При любом режущем воздействии оно мгновенно раскалывается на части по всей площади.
Для нанесения надписей, изготовления дифракционных решёток и подобного микрорельефа на стекло применяется травление по маске в плавиковой кислоте.

### Спаиваемость стёкол с металлами
Для электровакуумного производства, лабораторной техники, электроники важна способность стёкол образовывать устойчивый газонепроницаемый спай с определёнными металлами и сплавами. На заре электровакуумной техники для изготовления паяных вводов в стекло использовалась проволока из платины, температурный коэффициент расширения которой равен таковому для распространённых силикатных стёкол. Для массового производства такой спай, естественно, не годился. По мере увеличения потребностей электроламповой промышленности работы велись в трёх направлениях — разработка специальных стёкол с ТКР, равным ТКР применённого металла, создание материала ввода с ТКР, соответствующим распространённому стеклу, и совершенствование технологии спайки материалов с разными ТКР. В первом случае результатом было создание «молибденовых», «вольфрамовых», «титановых» и т. п. стёкол, название которых не имеет отношения к химическому составу, но говорит о согласованности по ТКР с соответствующим металлом; пример — «ножка» лампы накаливания со впаянными молибденовыми держателями нити. Во втором — был создан «платинит», биметаллическая проволока из никелевой стали, покрытой медью в количестве четверти от общей массы проволоки; ТКР этих металлов, суммируясь в такой пропорции, соответствуют ТКР боросиликатного стекла, а медь, покрытая плёнкой окcидов, легко образует газоплотный шов характерного кирпичного цвета, который можно видеть во всех люминесцентных и радиолампах. В третьем случае, в отличие от первых двух, образуется «несогласованный» спай (например, боросиликатного стекла с медной деталью), устойчивый в основном благодаря упругости тонкостенной металлической детали и в узком температурном диапазоне.
| Группа стёкол    | ТКЛР, 10−7К−1 | Свойства |
| ---------------- | ------------- | --- |
| Кварцевое стекло | 5,4-5,8       | Не даёт согласованных спаев ни с одним из металлов; очень высокая механическая прочность и термическая стойкость; применяется для лабораторного оборудования, колб галогенных и газоразрядных ламп высокой интенсивности. По химическому составу на 98,8-99,9 % состоит из SiO2. |
| Вольфрамовая     | 33-40         | Впаивается вольфрам; стёкла применяются для изготовления лабораторного оборудования, источников света, работающих при высоких температурах и значительных механических воздействиях. К этой же группе относятся стёкла пирекс (ТКЛР ок. 33).                                     |
| Молибденовая     | 47-49         | Впаиваются молибден, ковар; сфера применения та же, что и у вольфрамового стекла при условии меньших механических нагрузок и более низких температур. |
| Титановая        | 72-76         | Впаивается титан; применяется в основном в производстве лабораторной посуды. |
| Платинитовая     | 87-100        | Впаиваются платина, платинит; наиболее массовые стёкла для производства источников света (лампы накаливания, люминесцентные, газосветные), отличаются средней механической прочностью и термической стойкостью.                                                                  |
| Железная         | 100-120       | Впаивается железо; используется для производства лабораторной посуды и для заливки цоколей в электроламповом производстве. |
| Переходные       | 54-86         | Применяются для выполнения переходов от стёкол одной группы к другой, обычно от молибденового стекла к платинитовому либо от кварца к вольфрамовому. |

## Применение различных видов стекла

### Оптическое стекло
К оптическому стеклу предъявляют особые технические требования. Среди них — однородность, оцениваемая на основании экспертного анализа по степени и количеству находящихся в нём свилей и прозрачности в заданном диапазоне спектра. Специфические рецептуры (например, добавление редкоземельных элементов) позволяют тонко подбирать оптические свойства стёкол для создания сложных оптических систем с наилучшей компенсацией искажений.
В зависимости от значений показателя преломления и коэффициента дисперсии (или средней дисперсии) оптические стёкла делятся на различные типы. ГОСТ 3514—94 устанавливает следующие типы бесцветных оптических стёкол:
- Лёгкие кроны (ЛК);
- Фосфатные кроны (ФК);
- Тяжёлые фосфатные кроны (ТФК);
- Кроны (К);
- Баритовые кроны (БК);
- Тяжёлые кроны (ТК);
- Сверхтяжёлые кроны (СТК);
- Особые кроны (ОК);
- Кронфлинты (КФ);
- Баритовые флинты (БФ);
- Тяжёлые баритовые флинты (ТБФ);
- Лёгкие флинты (ЛФ);
- Флинты (Ф);
- Тяжёлые флинты (ТФ);
- Сверхтяжёлые флинты (СТФ);
- Особые флинты (ОФ).

В каждый из типов входит несколько марок стёкол, в общей сложности их количество, определённое ГОСТом, составляет 180.
Обработка оптического стекла не менее важна, чем свойства материала, и более того — тесно связана с механическими и температурными характеристиками стекла. Только учёт всего комплекса факторов (нагрев при шлифовке, распределение усилий и деформаций при монтаже заготовки и т. д.) позволяет получить оптический элемент с формой, строго соответствующей расчётной.
Высокосортные оптические стёкла используются в наиболее наукоёмких областях промышленности — военной, аэрокосмической, при создании приборов для фундаментальных научных исследований и потребительской оптики высшего класса. Поэтому достигнутый уровень технологии изготовления и обработки оптического стекла отражает уровень развития промышленности в целом.

### Прозрачное и цветное стекло

#### Прозрачное стекло
Изготовление старинного стекла основывалось на использовании неочищенных природных материалов — песка, золы, соды, бедных загрязнённых минералов. Как результат — стекло часто было мутным и изобиловало включениями. Рецептура прозрачного стекла была известна ещё в древности, о чём свидетельствуют античные флаконы и бальзамарии, в том числе и цветные,— на помпейских фресках мы видим совершенно прозрачную посуду с фруктами. Но вплоть до Средневековья, когда огромное распространение получают витражи, не приходится встречать образцов стеклоделия, выраженно обладающих этими свойствами.
Стекло активно применяется в строительстве, в частности, в светопрозрачных конструкциях зданий.

#### Цветное стекло
Обычная стеклянная масса после остывания имеет желтовато-зелёный или голубовато-зелёный оттенок. Стеклу можно придать окраску, если в состав шихты добавить, например, оксиды тех или иных металлов, которые в процессе варки изменят его структуру, что после остывания, в свою очередь, заставляет стёкла выделять определённые цвета из спектра проходящего сквозь них света. Железистые соединения окрашивают стекло в цвета от голубовато-зелёных и жёлтых до красно-бурых, окись марганца — от жёлтых и коричневых до фиолетовых, окись хрома — в травянисто-зелёный, окись урана — в желтовато-зелёный (урановое стекло), окись кобальта — в синий (кобальтовое стекло), окись никеля — от фиолетового до серо-коричневого, окись сурьмы или сульфид натрия — в жёлтый (в самый же красивый жёлтый окрашивает, однако, коллоидное серебро), окись меди — в красный (так называемый медный рубин в отличие от золотого рубина, получаемого прибавкой коллоидного золота). Костяное стекло получается замутнением стекломассы пережжённой костью, а молочное — прибавкой смеси полевого и плавикового шпата. Теми же прибавками, замутнив стекломассу в очень слабой степени, получают опаловое стекло. Окрашенные стёкла, помимо других областей применения, используют в качестве цветных светофильтров.
С получением прозрачных цветных стёкол заданной формы связано развитие искусства витража. Другая известная разновидность цветного стекла — мозаичная смальта, часто ручной варки, неправильных форм, разнообразных оттенков и степени заглушённости. Классические примеры использования смальты — убранство византийских храмов и архитектурные ансамбли Самарканда.

### Художественное стекло
Этот материал похож на самоцветы и часто используется при изготовлении самоцветов.
С точки зрения стеклодувов, стёкла делятся на две группы: «короткие» и «длинные». «Короткие» стёкла, такие как «пирекс», обладают высокой тугоплавкостью и термостойкостью. Они плавятся и становятся пластичными лишь в узком диапазоне температур. «Длинные» стёкла, такие как свинцовое, имеют более широкий интервал температур, при котором они остаются пластичными.
Основным рабочим инструментом стеклодува является полая металлическая выдувная трубка длиной 1—1,5 метра, обшитая деревом на одну треть и оснащенную латунным мундштуком на конце. С помощью трубки стеклодув набирает расплавленное стекло из печи, выдувает его в форме шара и формирует изделие металлическими ножницами для отрезания стеклянной массы и прикрепления её к трубке, длинными металлическими клещами вытягивает и формует стеклянную массу, сечкой отделяет изделие от трубки, а деревянной ложкой (скалкой) разравнивает набранную стекломассу.
Предварительно отформованное с помощью этих инструментов стекло («баночку») стеклодув вкладывает в форму из дерева или железа. Оставшийся от отшибания след (насадок, колпачок) удаляют шлифовкой.
Готовое изделие отшибают от трубки на вилы и несут в отжигательную печь. Отжиг изделия производится несколько часов при температуре около 500 °C с тем, чтобы снять возникшие в нём напряжения. Неотожжённое изделие может из-за них рассыпаться при малейшем прикосновении, а иногда и самопроизвольно. Это явление можно демонстрировать на батавских слёзках — застывших каплях стекла.
Современные виды художественных работ со стеклом — фьюзинг и лампворк, создание небольших украшений и декоративных предметов с помощью ручной горелки или маленькой настольной электропечи.

### Стеклоэмаль
Эмаль на основе тонкого стеклянного порошка, закреплённого оплавлением, повсеместно применяется в качестве стойкого финишного покрытия для керамической плитки, керамической и металлической посуды, металлической и фаянсовой сантехники, гальванических ванн и химических аппаратов, поверхностей кухонных плит, баков стиральных машин и водонагревателей, медицинского и пищевого оборудования. Художественная «горячая эмаль» — материал со сравнительно богатой палитрой, отличной стойкостью и блеском, широко распространённый в гончарном и изразцовом искусстве. Термин «эмаль», в настоящее время применяемый и к укрывистым краскам на полимерной основе, этимологически родственен термину «смальта», от германского smalt, «плавить». Покрытие эмалью керамических изделий придаёт им гигиенические свойства, характерные для стекла, делает их гладкими, блестящими и упрочняет поверхность (внешний вид фаянсовой чашки до эмалировки можно представить по шершавому ободку на её дне или бортике, используемому для установки в сушилке и обжиговой печи). До распространения прочных полимерных декалей, используемых сегодня для украшения дешёвой фаянсовой посуды, красочный рисунок на керамику наносился исключительно горячим эмалированием. Эмалирование стальных и чугунных ванн, химических, медицинских, кулинарных сосудов и приборов придаёт им химическую стойкость, твёрдость и долговечность стеклянных поверхностей в сочетании с прочностью металла. Особенно распространена была эмалировка до начала массового применения нержавеющих сталей и пластиков в этих областях.
Эмаль наносится на поверхность в виде смеси стеклянного порошка с водой (шликера) густотой от жидкой суспензии до нетекучей массы, либо напылением сухого порошка. После сушки на воздухе или с небольшим подогревом изделие нагревают до температуры плавления эмалевого стекла (обжиг при 600—900 °C) и медленно остужают. Стекло сплавляется в непроницаемую плёнку, прилипает к поверхности и частично впитывается в неё, если она пористая или шероховатая. Если стекло и основа выбраны правильно, а слой эмали достаточно тонкий — изделие хорошо противостоит скачкам температуры. Для большей прочности наносят несколько слоёв с обжигом каждого — например, на краях металлической посуды, ванны можно увидеть чёрный или синеватый слой грунтовочной эмали с добавкой кобальта и никеля для лучшего сцепления с металлом. К сожалению, стеклоэмаль хрупка, и при механическом ударе, изгибе или короблении металлической основы образует сколы и трещины, обнажающие металл. Ремонт эмалевого покрытия сложен и далеко не всегда целесообразен. Полимерные материалы для местного ремонта недолговечны и нестойки в сравнении со стеклом, отслаиваются по границе разнородных покрытий, заплатка теряет первоначальный цвет, желтея от времени или впитывая красители. Для подновления изношенных бытовых ванн и промышленных ёмкостей часто используется сплошное покрытие толстым слоем полимерного материала (хорошо известная услуга «эмалирования ванн») или пластиковый вкладыш, повторяющий их форму. Однако и такой ремонт редко даёт стойкость, какую в тех же условиях обеспечивала горячая эмалировка.
Художественная эмалевая роспись по керамике или более тугоплавкому стеклу технологически довольно проста и широко распространена даже в любительских условиях (известен способ обжига эмалевых изделий в бытовой микроволновой печи с использованием специального керамического тигля с резистивным внутренним слоем). Для получения разных цветов либо размалываются цветные стёкла, либо пигменты добавляются в готовый порошок или шликер. Кроме ручной росписи, как авторской, так и «конвейерной», существует нанесение простого декора по трафарету и машинная полноцветная печать — также с последующим обжигом нанесённого порошка. Следует отличать традиционную горячую эмаль от современных полимерных красок и деколей — материалов, удешевляющих технологию, не требующих для закрепления высоких температур, но и не обладающих стойкостью и характерными живописными особенностями стекла.
Стеклоэмалевые композиции используются также для электроизоляции поверхностей (например, в конденсаторах) и в качестве высокотемпературного «клея» при сборке (металло-)керамических корпусов электронных и других приборов.

### Фотохромные, термохромные и атермальные стёкла
Фото- и термохромные стёкла способны обратимо изменять светопоглощение под воздействием, соответственно, света или температуры. Фотохромные стёкла, темнеющие на свету, с середины XX века широко используются в качестве линз очков-«хамелеонов», для остекления зданий в жарком климате. На автомобилях такое стекло не прижилось из-за неподходящих характеристик затемнения, но часто применяются атермальные стёкла, слабо пропускающие инфракрасные лучи и уменьшающие разогрев салона солнцем; отличить их можно по характерному, как правило, зеленоватому оттенку.

### Электрохромное стекло
Для применений с контролируемым изменением прозрачности созданы электрохромные материалы — многослойные стёкла и тонировочные плёнки, представляющие собой пакет из прозрачных электродов и полимерной плёнки-матрицы со включениями жидких кристаллов или неорганических ионов, заключённый между слоями обычного стекла или защитными плёнками для наклейки на имеющийся стеклянный элемент. При подаче напряжения на электроды взаимное расположение включений в матрице меняется, изменяя оптические свойства пакета. Собственно стекло в пакете исполняет роль только силового и защитного конструкционного элемента, в отличие от фотохромных стёкол, окрашивающихся в массе.

### Смарт-стекло
Смарт-стекло — современный собирательный термин для стёкол, оконных и интерьерных стеклянных конструкций, чьи характеристики и функции выходят за традиционные рамки. Это могут быть стёкла, изменяющие свои оптические свойства (матовость, коэффициент пропускания, коэффициент поглощения тепла и т. д.) при изменении освещённости, температуры или при подаче электрического напряжения, интерьерные панели с функцией обогрева помещения, звукоизлучающие или переключающиеся в режим матового проекционного экрана. Наиболее широкая трактовка понятия «умного» остекления в архитектуре может включать даже, например, окна с механическими системами автоматического проветривания. Под автомобильным смарт-стеклом, как правило, подразумевается электрохромный триплекс.

### Стекло как диэлектрик
Как материал для изоляторов стекло отличают высокая электрическая прочность, устойчивость к поверхностному пробою, сравнительно малые диэлектрические потери, термостойкость, газонепроницаемость материала и спаев, инертность, относительная прочность и высокая стабильность размеров, неизменность параметров во времени при соответствующем выборе режимов. Стеклянные изоляторы используются в высоковольтных линиях электропередач, в подавляющем большинстве электровакуумных приборов, корпусах конденсаторов, транзисторов, микросхем, индикаторов, реле и других электронных компонентов, особенно — ответственных исполнений. Известны конденсаторы в виде спечённого пакета металлических пластин, изолированных стеклом, и провода в жаростойкой изоляции из стекловолокна.

### Лазеры на стекле
Стекло специальных видов (легированное неодимом, несиликатное и др.) широко применяется в качестве активной среды твердотельных лазеров. Стекло позволяет создать активные элементы большого размера и хорошего оптического качества, для разнообразных применений от коммерческой металлообработки и вплоть до экспериментов по термоядерному синтезу с импульсной мощностью в сотни тераватт.

### pH-метрия
В начале XX века при исследовании поведения стекла в растворах электролитов была открыта близкая к линейной зависимость ЭДС гальванического элемента, один из электродов которого выполнен из обычного натриевого стекла (на практике — в виде тонкой слабо электропроводной стеклянной плёнки, покрывающей достаточно электропроводное тело), от концентрации ионов водорода в растворе (pH). Появилась возможность с помощью чувствительного вольтметра непосредственно измерить, насколько «кислым» или «щелочным» является исследуемый раствор. Работа со стеклянным электродом проще и дешевле, чем с платиновым, преимущества перед химическими индикаторами — непрерывность измерения, строгая количественная оценка, отсутствие воздействия на раствор, возможность включения измерителя в цепь автоматического управления химической аппаратурой. Стеклянный электрод химически инертен и стабилен во времени. Теория стеклянного электрода была подробно разработана в середине XX века в результате целенаправленных усилий науки, связанных с созданием промышленных технологий получения оружейного урана и плутония. Теперь же pH-метры общедоступны, а область применения ионометрии (измерения не только pH, но и концентрации других ионов с помощью соответствующих электродов) чрезвычайно широка.

### Пористое стекло
При обработке обычного силикатного стекла водой или растворами кислот с поверхности его вымываются соединения щелочных металлов и бора, оставляя губчатую плёнку из сцепленных молекул диоксида кремния. Подбирая состав и термообработку исходного стекла, растворитель и условия выщелачивания, можно достичь практически полного вымывания Na2O и борного ангидрида, получив жёсткую кремнезёмную структуру со сквозными порами молекулярного размера, сохраняющую вид взятого образца стекла. Такой материал характеризуется хорошей повторяемостью размера пор, малым его разбросом в образце и может быть использован как эффективный селективный адсорбент в хроматографии, разделении газов и других веществ, биосинтезе, как субстрат для фиксирования микроорганизмов, молекулярный фильтр, носитель катализаторов и во многих других областях науки, техники и медицины.

### Пеностекло
С пористыми стёклами не следует путать пеностекло — теплоизоляционный строительный и конструкционный материал, получаемый вспениванием стекломассы за счёт добавок в шихту, выделяющих газы при высокой температуре. Пеностекло характеризуется наличием относительно крупных закрытых пор, малым удельным весом (плавает в воде), непрозрачностью. Применяется в виде формовых строительных блоков и фасонных деталей теплоизоляции, гранул наподобие керамзита, колотой крошки типа гравия для засыпки полостей и наполнения лёгкого бетона. В применении к строительству обладает хорошей тепло- и огнестойкостью, достаточной химической и биологической инертностью, не впитывает воду, не выделяет мелкодисперсной и волокнистой пыли.

### Стекловолокно и стеклоткань
Из обычного стекла можно получить тонкие весьма гибкие нити, пригодные для изготовления ткани. Вытяжкой из расплава изготовляется мононить любой необходимой длины, распылением струи стекла горячим газом — ватообразная масса коротких волокон.
Стеклянные волокна очень прочны и жёстки (прочность на разрыв сравнима со сталью, упругость — с твёрдыми алюминиевыми сплавами), дёшевы в производстве, сохраняют диэлектрические свойства, химическую стойкость и тугоплавкость стекла. Ткани, линейные нити и штапельное (ватообразное) волокно из стекла используются для производства огромного количества композиционных (фиберглас, стеклотекстолит, стеклонаполненные литьевые пластики), электроизолирующих (тканая стеклолента, оплётки проводов) и теплоизолирующих (стекловата, нетканое полотно) материалов.
В строительстве набирают популярность фибергласовая арматура для бетона, а также объёмно-распределённое армирование бетонных смесей волокнами щёлочестойкого стекла (ровинга) и рулонная битумная кровля на стекловолоконных тканях. В то же время стекловата и другие несвязанные стекловолоконные материалы при неаккуратном применении выделяют мелкую пыль из острых жёстких волокон, способных повредить кожу и органы дыхания.

### Оптическое волокно
Волокно из специальных марок стекла широко используется в волоконной оптике. В настоящее время это в основном линии связи, составляющие основу Интернета, телефонных и локальных телевизионных сетей, и устройства распределения оптического сигнала. Но возможно создание из пучков оптических волокон и традиционных элементов «макроскопической» оптики, например, линз.
Оптическое волокно для линий связи представляет собой относительно толстую (порядка 0.1мм) двухслойную нить, сердцевина и оболочка которой изготовлены из разных сортов стекла и имеют разные коэффициенты преломления; длина волны излучения лазера, работающего в линию, согласуется с «окнами» наибольшей прозрачности использованного стекла. Нить такой толщины всё ещё достаточно гибка для удобного монтажа и снабжена жёсткой пластиковой защитной оболочкой, что позволяет использовать стеклянные световоды даже в бытовых условиях (GPON). На магистральных наземных линиях связи только стекловолоконные системы обеспечивают дальность передачи в сотни и тысячи километров без промежуточных усилительных станций, и на данный момент они полностью вытеснили из этой области другие технологии. Практическая работа с оптоволокном требует дорогостоящего оборудования для прецизионной сварки стекла, квалифицированного персонала, а образующиеся острые, твёрдые и «вечные» обломки волокна считаются опасным для здоровья отходом.

### Остекловывание радиоактивных отходов
Захоронение радиоактивных отходов требует надёжного связывания соединений радиоактивных изотопов независимо от их дисперсности, водорастворимости, газо- и тепловыделения, изменения объёма со временем. Для этой цели широко применяется вплавление ядерных отходов в стекломассу. Соответствующие соли и оксиды либо растворяются в стекле, включаясь в его химическую структуру, либо остаются в виде мелкодисперсных кристаллов, окружённых массой стекла («матрицей»). Блок из такого материала достаточно прочен, стабилен и химически инертен, чтобы предотвратить разнос радиоактивных веществ в окружающую среду с водой и воздухом. Блоки помещаются в хранилища, например, глубокие скважины в толще устойчивых и непроницаемых горных пород, где способны пролежать сотни лет до естественной потери радиоактивности. Этот же способ предлагается использовать и для консервации некоторых токсичных веществ.

## В культуре
Свойства стекла стали предметом ряда литературных оборотов. Например, бытуют такие поговорки: трезв, как стёклышко, дружба как стекло: разобьёшь — не сложишь (вариант: расколешь — не соберёшь).